# Esomeprazole
L'esomeprazole és un enantiòmer de l'omeprazole que s'utilitza com a fàrmac inhibidor de la bomba de protons i que pot ser usat com a droga d'abús. Redueix la secreció d'àcid gàstric perquè inhibeix l'ATPasa de la membrana cel·lular de les cèl·lules parietals de l'estómac.
A Espanya està comercialitzat com EFG, Axiago, Nexium.